# Kovács Ágnes (néprajzkutató)
Kovács Ágnes (Kolozsvár, 1919. október 31. – Budapest, 1990. január 30.) néprajzkutató.

## Életútja
Középiskoláit a kolozsvári 3. sz. Középiskolában (jelenleg Apáczai Csere János Elméleti Líceum) végezte 1957-ben 
Szentimrei Jenő leánya, Szentimrei Judit testvére, Lengyel Dénes irodalomtörténész neje, Lengyel László közgazdász, politológus anyja. Középiskolát szülővárosában a Református Leánygimnáziumban végzett (1938), a budapesti Pázmány Péter Tudományegyetem bölcsészettudományi karán néprajz szakos diplomát szerzett (1944). Budapesten a Kelet-európai Tudományos Intézet, majd a Néprajzi Múzeum, 1963-tól az MTA néprajzi kutató csoportjának tudományos munkatársa.
A kalotaszegi Ketesd mesekincse c. válogatása az Erdélyi Múzeumban (1944/3) jelent meg. A mesekutatásról s a mesegyűjtés módszereiről szóló tanulmányai szakfolyóiratokban láttak napvilágot; több népmesegyűjtemény és népijáték-ismertetés szerzője. Kidolgozta a magyar állatmesék típusmutatóját, majd a készülő magyar népmesekatalógus tipológiáját. Népmesegyűjtés, mesekiadás c. cikkét a Korunk (1959/2) közölte, ugyanitt (1960/2) Kiel-Koppenhága-Bukarest c. alatt az első nemzetközi mesekutató kongresszusról számolt be s a romániai Folklór Intézetben tett látogatása nyomán a román-magyar összehasonlító mesevizsgálat szükségére figyelmeztetett.

## Kötetei
- Kalotaszegi népmesék I-II (Budapest, 1943);
- A kalotaszegi Ketesd mesekincse (ETF 188. Kolozsvár, 1944);
- Székely népköltési gyűjtemény I-II (Gergely Pállal, Budapest, 1956);
- A rátótiádák típusbemutatója (Budapest, 1966);
- A tűzmadár (Benedek Elek Magyar mese- és mondavilág c. gyűjteményének új kiadása. III. kötet, szöveg- és szómagyarázatokkal, befejező tanulmánnyal. Budapest, 1989).

## Díjak, kitüntetések
- 1989 Ortutay Gyula-emlékérem